# Tony Beltrand
Pour les articles homonymes, voir Beltrand.
Tony Beltrand, pseudonyme d’Antoine Beltrand, né le 7 septembre 1847 à Lyon et mort le 18 février 1904 à Paris est dessinateur, graveur et illustrateur français.

## Biographie
Fils de Claude Marie Beltrand (1823-1885) et Marie Claudine Château, lyonnais, Tony Beltrand reçoit, à Paris, une formation de graveur par Guillaume Cabasson et François Pannemaker. 
Il participe une première fois au Salon de Paris en 1870, exposant trois dessins représentant les bords de la Bièvre ; il réside alors rue Hallé. Il expose de nouveau des dessins en 1872, puis, en 1878, présente cinq premières gravures sur bois d'interprétation. Il expose ensuite régulièrement au Salon des artistes français jusqu'en 1889, année où il présente une série de gravures originales et une suite gravée d'après Daniel Vigne.

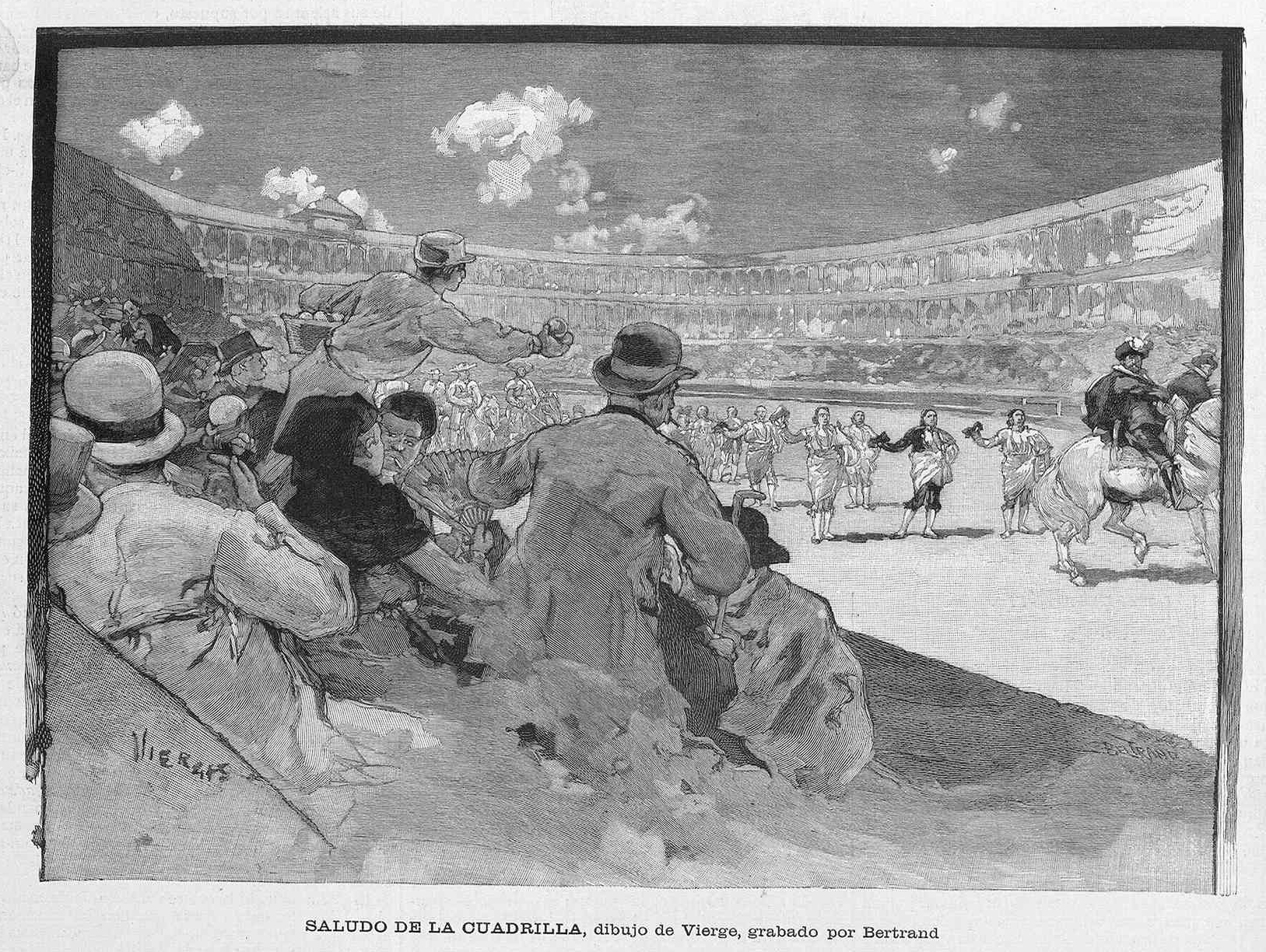
Saludo de la cuadrilla, d'après Daniel Vierge, pour La Ilustración Artística (10 février 1890).

Il se marie le 26 juillet 1873 avec Clémence Arnal (1854-1921), avec qui il a quatre fils : Jacques, Camille (1877-1951), Georges (1881-1969) et Marcel (1886-1910), qui ont tous pratiqué la gravure.
Il collabore à L'Illustration et au Monde illustré, entre autres. Il s'associe à Eugène Dété (« Beltrand & Dété ») pour produire de nombreuses gravures destinées aux journaux illustrés, duo rejoint par Frédéric Florian. Cet atelier qui signe par le monogramme « B.D.F », est placé sous la direction d'Auguste Lepère.
Il contribue en France à répandre le goût de la gravure sur bois en couleurs, qu'il produit en des formats originaux. Avec Auguste Lepère, il publie en 1888, le premier album de L'Estampe originale. En 1896-1897, il est, avec Auguste Lepère et Léon Ruffe, l'administrateur de L'Image, revue artistique et littéraire ornée de figures sur bois éditée par Henri Floury (1896-1897) pour le compte de la Corporation des graveurs sur bois.
Vers 1900, Beltrand achète 300 dessins originaux de Constantin Guys boulevard du Montparnasse auprès de l'ancienne blanchisseuse de Charles Baudelaire, à qui le poète, désargenté, les avait donnés. Gustave Geffroy et Paul Gallimard en font un ouvrage.
Tony Beltrand meurt le 18 février 1904 à la villa Brune, dans le 14e arrondissement de Paris.

## Ouvrages et albums illustrés
- Collection « Les Minutes parisiennes », éditions Paul Ollendorff, avec Eugène Dété, 1899-…
- Parallèlement de Paul Verlaine ; lithographies originales en couleurs de Pierre Bonnard, Éditions Ambroise Vollard, 1900.
- La Couronne de lierre, Sagesse de Paul Verlaine.
- L'Imitation de Jésus Christ, 79 dessins de Maurice Denis par Beltrand et fils, associé au Syndicat des graveurs sur bois, Paris, Éditions Ambroise Vollard, 1903.
- Croquis de Bretagne et d'ailleurs, par Anatole Le Braz, préface de Roger Marx, 104 bois originaux, Paris, Louis Conard, 1903.
- Constantin Guys, l'historien du Second Empire par Gustave Geffroy, gravures sur bois de Tony et Jacques Beltrand d'après les aquarelles et dessins de l'artiste, Paris, Paul Gallimard, 1904.
- Croquis du vieux Paris de Georges Cain, préface de Victorien Sardou, Paris, Louis Conard, 1905. Les originaux conservés à la bibliothèque de l'INHA.